# Cucujoidea
Cucujoidea este o superfamilie biologică de gândaci. Ea include mulți gândaci de ciuperci, dar și buburuze. De asemenea, în calcul sunt luați și o diversitate de gândaci de scoarță, care nu au de fapt legătură cu „adevărații” cărăbuși de scoarță (Scolytinae) care sunt gărgărițe (superfamilia Curculionidea).

## Familii
- Alexiidae Imhoff, 1856
- Biphyllidae LeConte, 1861 – false skin beetles
- Boganiidae Sen Gupta & Crowson, 1966
- Bothrideridae Erichson, 1845 – dry bark beetles
- Byturidae Jacquelin du Val, 1858 – fruitworm beetles
- Cavognathidae Sen Gupta & Crowson, 1966
- Cerylonidae Billberg, 1820 – minute bark beetles
- Coccinellidae – lady beetles
- Corylophidae LeConte, 1852 – minute fungus beetles
- Cryptophagidae – silken fungus beetles
- Cucujidae – flat bark beetles
- Cyclaxyridae Klimaszewski & Watt, 1997
- Discolomatidae Horn, 1878
- Endomychidae – handsome fungus beetles
- Erotylidae – pleasing fungus beetles (including Cryptophilidae, Dacnidae, Languriidae, Loberidae, Pharaxonothidae, Tritomidae, and Xenoscelidae)
- Helotidae Reitter, 1876
- Hobartiidae Sen Gupta & Crowson, 1966
- Kateretidae Erichson in Agassiz, 1846 – short-winged flower beetles (= Brachypteridae)
- Laemophloeidae Ganglbauer 1899 – lined flat bark beetles
- Lamingtoniidae Sen Gupta & Crowson, 1966
- Latridiidae – minute brown scavenger beetles
- Monotomidae Laporte, 1840 – root-eating beetles
- Myraboliidae Lawrence and Britton, 1991
- Nitidulidae – sap beetles
- Passandridae Erichson, 1845 – parasitic flat bark beetles
- Phalacridae – shining flower beetles
- Phloeostichidae Reitter, 1911
- Propalticidae Crowson, 1952
- Protocucujidae Crowson, 1954
- Silvanidae Kirby, 1937 – silvanid flat bark beetles
- Smicripidae Horn, 1879 – palmetto beetles
- Sphindidae Jacquelin du Val, 1860 – dry-fungus beetles